# Lode Runner (jeu vidéo, 1983)
Pour les articles homonymes, voir Lode Runner (homonymie).
Lode Runner (« coureur de filon [de mine] ») est un jeu vidéo de plates-formes et de réflexion développé par Douglas E. Smith (1960-2014) et publié par Brøderbund en 1983 sur ordinateurs personnels 8-bit. D'un concept simple et stratégique, il fut un succès marquant de son époque, en particulier au Japon. Il a été adapté sur de nombreux supports.

## Trame
Dans Lode Runner, le joueur incarne un membre d’un commando de l'espace chargé de récupérer l’or de son peuple dérobé par l’Empire Bungeling, un ennemi récurrent des jeux édités par Brøderbund Software. Il doit pour cela explorer les cent-cinquante niveaux de la trésorerie souterraine de l’ennemi dans lesquels sont disséminés des lingots d’or.

## Système de jeu
Lode Runner est un jeu de plates-formes dans lequel le joueur contrôle un personnage qui évolue dans des niveaux constitués de différents types de structure (échelles, murs, passerelles) afin de récupérer des lingots tout en échappant aux gardes qui le poursuivent. Le héros est armé d’un pistolet laser qui lui permet de forer les murs de brique et ainsi de créer des trous qui se referment après un certain temps. Cette technique peut être utilisée pour débloquer un passage vers un lingot inaccessible ou pour piéger des gardes, qui sont détruits lorsque le trou se referme s’ils ne parviennent pas à s’échapper à temps. Dans ce cas, un garde apparait immédiatement en haut de l’écran. Certaines briques sont trop solides et ne permettent pas de creuser un trou. Le héros doit de plus éviter de tomber dans les trous qu’il creuse car, contrairement aux gardes, il ne peut pas en sortir. Il doit par ailleurs éviter les gardes qui parcourent les niveaux, sous peine d’être tué, mais peut marcher librement sur les gardes piégés dans un trou. Après avoir récupéré tous les lingots disséminés dans un niveau, une nouvelle échelle apparait et lui permet d’accéder au niveau suivant. Le jeu est constitué de 150 niveaux. Il intègre également un éditeur de niveau qui permet au joueur de modifier les niveaux du jeu ou d’en créer de nouveaux.

## Développement
Lode Runner trouve son origine dans un jeu appelé Suicide programmé en 1980 par James Bratsanos sur le micro-ordinateur Commodore PET de son lycée. Il en imagine le concept en écoutant la description approximative d'un jeu d'arcade par un de ses amis dont il s'inspire pour concevoir un jeu dont l'objectif est de collecter des objets en échappant à des monstres et dans lequel le joueur a la possibilité de creuser des trous pour s'enfuir ou piéger un ennemi. Pour le programmer, il commence par créer un moteur de jeu capable d’interpréter l'architecture des niveaux avant de développer un algorithme capable de gérer le comportement des monstres indépendamment de cette architecture. Cette structure particulière du programme lui permet alors de créer autant de niveaux que possible sans avoir à créer de routine spécifique pour gérer les actions des monstres dans ces niveaux.
En 1981, James Bratsanos entre à l'université de Washington où il prend des cours de FORTRAN et travaille dans le laboratoire d'informatique. Il rencontre alors Tracy Steinbeck avec qui il se lance dans l'adaptation de Suicide sur un ordinateur VAX. Il rencontre ensuite Doug Smith qui s’intéresse lui aussi au jeu. Ce dernier est alors rebaptisé Kong et continue d'évoluer avec notamment l'ajout de flèches, de bombes, de mines et de boucliers. Pendant l'été, Doug Smith fait essayer le jeu par son neveu qui se plaint alors de ne pas pouvoir l'enregistrer sur disquette pour le ramener chez lui. Doug Smith décide alors de porter le jeu sur micro-ordinateur et emprunte pour cela l'Apple II de son colocataire. Il réalise seul cette adaptation car James Bratsanos ne maîtrise pas l'assembleur et n'est pas en position d’arrêter ses études pour se consacrer à ce projet. Il finit donc par lui racheter les droits sur le jeu avant de terminer sa nouvelle version, qu'il baptise Miner. Il propose ensuite le jeu à Brøderbund Software qui le rejette. Doug Smith retravaille alors entièrement ses graphismes et ses systèmes de mouvement et de contrôle. Il ajoute également une pause au début de chaque niveau pour laisser au joueur le temps de réfléchir à une stratégie avant de se lancer. Il renvoie ensuite le jeu à plusieurs éditeurs et signe finalement un contrat avec Brøderbund Software. Il promet alors à l'éditeur de fournir 150 niveaux différents et se fait donc aider par des amis pour les réaliser.

## Accueil
Le jeu est l'une des entrées de l'ouvrage Les 1001 jeux vidéo auxquels il faut avoir joué dans sa vie.